# Segway Inc.
Segway Inc. est un fabricant américain de gyropodes, principalement au travers de ses gammes de produits Segway PT et Segway miniPro. Fondé par l'inventeur Dean Kamen en 1999, Segway Inc. appartient à l'entreprise chinoise Ninebot depuis 2015. Son siège social est dans l'État américain du New Hampshire.
Segway Inc. commercialise principalement ses produits dans divers marchés spécialisés, notamment les services de police, les bases militaires, les entrepôts, les campus d'entreprise et les sites industriels. Il détient de nombreux brevets clés concernant les transporteurs personnels à auto-équilibrage. Depuis son acquisition par la société chinoise Ninebot en 2015, Segway Inc. a renforcé sa présence sur le marché grand public avec des produits plus petits tels que le Segway miniPro. La légalité de l'utilisation de ces véhicules électriques varie d'une juridiction à l'autre.

## Histoire
Segway Inc. a été créée en juillet 1999 pour développer des applications non médicales de la technologie d’auto-équilibrage. Le Segway PT, un transporteur personnel à deux roues, a été lancé en décembre 2001. Les premières livraisons ont été faites aux clients au début de 2002.
En 2009, Segway est racheté par le fondateur de Hesco bastion, Jimi Heselden qui se tue en 2010 dans un accident de Segway, apparemment en reculant pour céder la place à un passant.
Entre 2013 et 2015, Segway est la propriété de Summit Strategic Investments, LLC.
Le 1er avril 2015, Segway a été racheté par Ninebot Inc., une start-up de robotique du transport basée à Pékin, qui a levé 80 millions de dollars auprès de Xiaomi et de Sequoia Capital.
En mai 2016, Segway-Ninebot annonce le Segway miniPRO, un plus petit scooter à équilibrage automatique, serait lancé en juin de la même année.
Le 24 juin 2020, l'entreprise annonce la fin de la production de ses giropodes Segway PT.
En septembre 2021, la société annonce la gamme de tondeuses robot Navimow, qui fonctionnent sans câble périmétrique en utilisant le positionnement par satellites par l'intermédiaire d'une station de référence.